# دیوید هیمن (بازیگر)
دیوید هِـیمن (به انگلیسی: David Hayman) (زاده ۹ فوریهٔ ۱۹۴۸) بازیگر اسکاتلندی است.
از فیلم‌های معروف او می‌توان به بازی در فیلم های شغال، محدودیت عمودی، راب روی، خانه نایب الملک، محاکمه و مجازات و تابو اشاره کرد.